# بوکلوند
بوکلوند (به آلمانی: Böklund) یک شهر در آلمان است که در اشلسویگ-فلنسبورگ واقع شده‌است. بوکلوند ۱٬۴۳۶ نفر جمعیت دارد.